# Архив Хаима Вейцмана
Архив Хаима Вейцмана (ивр. גנזך ויצמן‎, англ. Weizmann Archives) — хранилище материалов, связанных с жизнью и деятельностью первого президента Государства Израиль д-ра Хаима Вейцмана. Архив Хаима Вейцмана является частью мемориального комплекса «Яд Хаим Вейцман», который находится в ведении одноимённой израильской компании, действующей в интересах общества.

## История архива
Хаим Вейцман любил писать письма. Он вёл обширную переписку со многими сионистскими, государственными и общественными деятелями, а также с близкими ему людьми. Вейцман понимал важность сохранения писем и, ещё будучи преподавателем в Женевском университете (1901—1904 годы), хранил копии своих писем и другие документы. Перед лицом опасности немецкого вторжения в Палестину во время Второй мировой войны многие материалы были переведены в Канаду, и Вейцман обратился к друзьям с просьбой сохранить материалы, связанные с его сорокалетней деятельностью. Можно сказать, что сам президент Сионистской организации заложил основу своего архива.
Вейцман не мог допустить, чтобы его начинания не были продолжены. Он обратился к своему другу и коллеге по сионистскому движению Меиру Вайсгалю с просьбой позаботиться о будущем развитии научно-исследовательского института в Реховоте. К нему же обратился Вейцман в 1949 году с просьбой собрать его письма и документы и подготовить их к публикации.
Архив Хаима Вейцмана был основан в 1950 году. В начальный период архив размещался в подвале частного дома Хаима и его супруги Веры Вейцман, который до смерти Вейцмана в 1952 году служил официальной резиденцией президента страны, а позднее, после смерти Веры Вейцман в 1966 году, стал домом-музеем Вейцмана. В эти дни активную роль в работе архива играла Вера Вейцман, а небольшая группа работников занималась сбором и упорядочением материалов.
15 июня 1954 года правительством Израиля и исполнительным комитетом Всемирной сионистской организации была учреждена организация «Яд Хаим Вейцман», целью которой было увековечение памяти о д-ре Хаиме Вейцмане и сохранение его наследия. Архив Хаима Вейцмана стал частью этой организации. В 1955 году «Яд Хаим Вейцман» была зарегистрирована как компания, действующая в интересах общества. На сегодняшний день «Яд Хаим Вейцман», помимо Архива Хаима Вейцмана, включает в себя дом-музей Вейцмана, обширный парк вокруг дома, могилу первого президента и его супруги, мемориальную площадь и установленный на ней памятник жертвам Холокоста. В 1957 году Вера Вейцман перевела принадлежащие ей документы супруга в собственность организация «Яд Хаим Вейцман». Решения, связанные с хранением и публикацией материалов архива, принимались Попечительским советом архива, во главе которого стоял Меир Вайсгаль. Учитывая, что в отличие от некоторых других лидеров сионистского движения, сохранением наследства Вейцмана не занимаются политические партии, роль организации «Яд Хаим Вейцман» трудно переоценить.
В октябре 1958 года в присутствии президента государства Ицхака Бен-Цви и посла Великобритании состоялась церемонии открытия здания, подаренного Институту Вейцмана супругами Эдит и Авраамом Викс. Здание было спроектировано для Центральной библиотеки Института и для Архива Хаима Вейцмана, и сюда были переведены все материалы архива.
К 1958 году закончился подготовительный период в истории архива, и было решено приступить к исследовательской и редакционной работе. Были созданы редакционная коллегия (Editorial Board) и более узкий исполнительный комитет (Implementation Committee), в состав которого вошли Исайя Берлин, Льюис Нэмир, Яаков Тальмон, Леонард Штайн и другие. Обязанности главного редактора исполнял Вайсгаль, после смерти которого в 1977 году главным редактором стал Барнет Литвинов.
Работа архивов обычно не привлекает внимания широкой общественности и СМИ. Первая значительная публикация об архиве Вейцмана в прессе состоялась во время судебного процесса над Эйхманом в 1961 году. Архив предоставил суду документы, связанные с тайной перепиской Вейцмана с британским министерством иностранных дел относительно спасения евреев Венгрии. Британское правительство, в частности, отклонило обращение Вейцмана с просьбой бомбить Освенцим и подъездные пути к нему в 1944 году.
К середине 1960-х годов коллекция архива пополнилась тысячами новых документов, однако архив продолжал работу по сбору материалов и обратился к общественности с просьбой предоставить ему оригиналы или копии писем Вейцмана. В этот же период была достигнута договорённость с издательским домом «Оксфорд юниверсити пресс» о публикации писем и документов Вейцмана на английском языке. Тем временем редколлегия обсуждала вопросы, связанные с редактированием и публикацией документов, и, в частности, она стояла перед дилеммой: предпочесть полную или частичную публикации писем. Несмотря на то, что некоторые члены коллегии предлагали ограничиться выборочной публикацией материалов, было решено опубликовать письма почти в полном объёме.
В 1968 году вышел в свет первый том «Писем и документов Хаима Вейцмана» на английском языке. Эта книга положила начало изданию Серии А, состоявшей главным образом из писем Вейцмана. Издание этой серии продолжалось до 1980 года, она состояла из 23 томов, охватывавших в хронологическом порядке все годы жизни Хаима Вейцмана. Каждый том включал предисловие с историческим обзором соответствующего периода. Все письма сопровождались объяснением и примечаниями. Редактором английского издания до своей смерти в 1973 году являлся Леонард Штайн, автор книги «Декларация Бальфура». В 1983—1984 годах издательство «Оксфорд юниверсити пресс», выпустило два тома Серии B, содержащих дополнительные документы, связанные с деятельностью Вейцмана.
Первый том писем Вейцмана на иврите был издан в 1970 году издательством «Мосад Бялик». До 1979 года было издано 11 томов, включавших письма до июля 1923 года, после чего издание было приостановлено. Редактором издания на иврите был Гдалья Йогев, возглавлявший исследовательскую группу проекта. В 1988 году издательством «Ам овед» была выпущена книга «Избранные письма Вейцмана» на иврите. Редактором этого издания был Барнет Литвинов и в нём были представлены письма, охватывающие весь период жизни Вейцмана.
В 1992 году на территории комплекса «Яд Хаим Вейцман» было открыто новое здание Архива Хаима Вейцмана, построенное на средства Аялы Закс Абрамов в память о её муже канадском сионистском деятеле Сэмюэле Джейкобе Заксе.
В 2000 годы стартовал проект компьютеризации архива и оцифровки его документов. Реализация проекта позволит исследователям получить быстрый и удобный доступ к интересующему их материалу. В 2005 году была приобретена новая компьютерная система для хранения фотографий в Архиве Института Вейцмана и Архиве Хаима Вейцмана.
С начала 1990 годов государство принимает участие в финансировании организации «Яд Хаим Вейцман», в том числе оно поддерживает деятельность по сохранению архивных документов и проект компьютеризации архива.

## Объекты хранения
В архиве Хаима Вейцмана хранятся более 200 тысяч писем, исторических документов, фотографий, аудио- и видеоматериалов, которые находились в личных архивах Хаима и Веры Вейцман или были собраны после смерти супругов.

### Корреспонденция и документы Хаима Вейцмана
В архиве хранятся многие тысячи писем, написанных Вейцманом в течение более полувека. Большинство писем написаны им от руки на иврите, идиш, русском, немецком, английском и французском языках. Первое письмо коллекции написано одиннадцатилетним Вейцманом на иврите своему школьному учителю в 1885 году. Многие письма коллекции связаны с общественной деятельностью Вейцмана и служат ценным документом по истории сионизма и государства Израиль. Коллекция включает переписку с Герцлем, Ротшильдом, Бальфуром, Жаботинским, Бен-Гурионом, Черчиллем, Эйнштейном и другими известными личностями.. Здесь же находится письмо, адресованное президенту США Гарри Трумэну за день до провозглашения Государства Израиль, с просьбой признать новое государство. Некоторые письма, хранящиеся в архиве, связаны с научной деятельностью Вейцмана, иные носят частный характер, как, например, его переписка с супругой Верой Вейцман.

### Другие коллекции
Согласно сайту архива, помимо писем и документов Вейцмана в архиве также хранятся:
- Коллекция фотографий
- Коллекция газетных вырезок
- Корреспонденция и документы Веры Вейцман
- Коллекция аудио и визуальных материалов
- Планы архитектора Эриха Мендельсона
- Документы по истории организации «Яд Хаим Вейцман»
- Другие материалы

## Руководители архива
- Борис Гуриэль (1950—1966)
- Нехама Шалом
- Мерав Сегаль (н. в.)